# بكتيريا ممرضة
البكتيريا الممرضة هي البكتيريا التي تسبب العدوى البكتيرية. بالرغم من أن أغلب البكتيريا ليست ممرضة أو مفيدة، هناك نسبة قليلة تعتبر ممرضة واحد هذي الأمراض البكتيرية يكون مرض الدرن الذي تسببه بكتيريا المُتَفَطِّرة السُلِّيّة التي تقتل مليونا شخص كل سنة. البكتيريا الممرضة لها دور في احداث الأمراض المهمة الشائعة في هذا العصر، على سبيل المثال مرض ذات الرئة الذي يمكن ان تسببه البكتيريا العقدية أو الزائفة. كذالك الأمراض التي تحدث عن طريق التسمم الغذائي التي يمكن ان تسببها بكتيريا سلمونيلا، شيقيلا أو كامبيلوبكتر عطيفة (بكتيريا). أيضا البكتيريا الممرضة تسبب امراض كالكزاز والحمى التيفية والخناق والزهري والجذام. فرضيات كوخ تكون مقياس يبنى عليه لتحديد العلاقة بين الميكروب المسبب للمرض والمرض.

## الأمراض
كل الأنواع الممرضة لديها تفاعلات مميزة مع المضيف.
البكتيريا الممرضة المحدودة
البكتيريا الممرضة المحدودة تكون ممرضة فقط عند حالات معينة. على سبيل المثال في حالة الجرح التي يسمح للبكتيريا بالدخول في الدم أو هبوط في مناعة الجسم.
على سبيل المثال، البكتيريا العقدية أو العنقودية تكون جزء من البكتريا الموجودة بشكل طبيعي في الجسم وعادةً ما توجد في الانف أو الجلد. ولكن هناك احتمال من أن تسبب عدوى للجلد أو ذات الرئة أو التهاب السحايا أو أيضا ممكن ان تتطور وتسبب الانتان. بعض الأنواع من البكتيريا كالزائفة الزنجارية وبيوركلديريا سبنوسيباكيا وميكوباكتيريم افيم تعتبر ميكروبات انتهازية وتسبب امراض في حالة تثبط المناعة أو التليف الكيسي.
بكتيريا داخلة الخلايا
ميكروبات أخرى تسبب امراض للإنسان تكون لا تعيش ولا تتكاثر الا داخل الخلايا. هذي العدوى يمكن ان توجد بلا اعراض كفترة الحضانة للبكتيريا.كمثال على هذه البكتيريا، بكتيريا ريكتسية. أحد أنواع هذي البكتيريا يسبب مرض التيفوس بينما أخرى يسبب مرض Rocky Mountain spotted fever. كلاميديا يعتبر شعبه أخرى من البكتيريا داخلة الخلايا.تحتوي على أنواع تسبب مرض داء الرئة وعدوى القناة البولية ويمكنها ان تسبب داء شريان التاج القلبي.
المتفطرة وبروسيلا يمكن ان توجد داخل الخلايا.

## آليات الضرر
تظهر أعراض المرض كبكتيريا ممرضة تتلف أنسجة العائل أو تتدخل في وظيفتهم. تستطيع البكتيريا أن تتلف أنسجة العائل مباشرة. ويمكنها أيضاً أن تتسبب بضرر بشكل غير مباشر عن طريق إثارة استجابة مناعية  والتي تتلف أنسجة العائل بشكل غير مقصود.

### مباشر
بإمكان مسببات الأمراض التسبب في ضرر مباشر فور التصاقها بأنسجة العائل لأنها تستخدمهم كمغذيات ومن ثم تنتج الفضلات. على سبيل المثال: العقدية الطافرة، مكون من مكونات اللوحة السنية، تؤيض السكر الغذائي وتنتج الحمض كفضلات. يتخلص الحمض من الكالسيوم على سطح السن ليتسبب في تسوسه. ولكن على الرغم من ذلك، تسبب السموم التي أنتجتها البكتيريا معظم الضرر المباشر لأنسجة العائل.

#### إنتاج السموم
السموم الداخلية هي الأجزاء الشحمية من lipopolysaccharides التي هي جزء من الغشاء الخارجي لجدار الخلية المصنوع من البكتيريا سالبة الجرام. يطلق سراح السموم الداخلية عندما تتحلل البكتيريا؛ ولذلك يمكن للأعراض أن تصبح اسوأ في بادئ الأمر بعد العلاج بالمضادات الحيوية لأن البكتيريا تُقتل وتطلق سمومها. تُفرز السموم الداخلية في الوسط المحيط أو تتطلق عندما تموت البكتيريا ويتفكك جدار الخلية.

### غير مباشر
يمكن للاستجابة المناعية المفرطة أو غير اللائقة التي تتسبب بها العدوى أن تتلف أنسجة العائل.

## العلاج
العدوى البكتيرية يمكن ان تعالج بواسطة المضادات الحيوية التي تصنف إلى قاتلة للبكتيريا إذا قتلت البكتيريا أو مثبطة للبكتيريا إذا منعت نموها. هنالك أنواع عديدة من المضادات الحيوية وكل نوع يثبط عملية توجد في البكتيريا وتختلف عند الجسم المضيف. على سبيل المثال المضادات الحيوية الكلورامفينيكول والتتراسيكلين يقموان على تثبيط الريبوسوم البكتيري. المضادات الحيوية تستخدم لعلاج الإنسان وكذالك الحيوان، لذالك هذا يساعد على لعمل مقاومة البكتيريا للمضادات الحيوية.العدوى يمكن ان تمنع بواسطة المطهرات كتعقيم الجلد قبل عملية الوخز بالإبرة. الأدوات الجراحية يتم تعقيمها لمنع حدوث العدوى. المطهرات كالمبيض يستخدم لقتل البكتيريا الموجودة على الاسطح.اعلب البكتيريا الموجودة في الاطعمه تقتل عند درجة حرارة أعلى من (°73C) أثناء الطبخ.

## ميزات البكتيريا في المختبر
فيما يلي مجموعة من أهم البكتيريا الممرضة للإنسان 
| الجنس                 | أهم الأنواع                                                          | صبغة غرام                             | الشكل                                               | الكبسولة   | شكل الربط                    | الحركة                           | التنفس                               | وسط النمو                                                 | داخل / خارج الخلية                                                             |
| --------------------- | -------------------------------------------------------------------- | ------------------------------------- | --------------------------------------------------- | ---------- | ---------------------------- | -------------------------------- | ------------------------------------ | --------------------------------------------------------- | ------------------------------------------------------------------------------ |
| بورديتيلا             | - بورديتيلا برتاسيس                                                  | سالبة                                 | صغير coccobacilli                                   | لها كبسولة | منفردة أو على شكل ازواج      |                                  | هوائية                               | ريقان-لوي اجار                                            | خارج الخلية                                                                    |
| بورلية                | - بوريلا بورجدورفيري                                                 | سالبة وخفيفة الصبغ                    |                                                     |            | طويلة ورفيعة ومرينة وحلزونية | سريعة الحركة                     |                                      | صعبة الزراعة                                              | خارج الخلية                                                                    |
| بروسيلا               | - بروسيلا ابورتس - بروسيلا كانس - بروسيلا ميليتنسيس - [بروسيلا سيويس | سالبة الغرام                          | صغيرة كروية-ممدودة                                  | لايوجد     | منفردة أو على شكل ازواج      |                                  | هوائية                               | اجار الدم                                                 | داخل الخلية                                                                    |
| كمبيلوبكتر            | - كمبيلوبكتر جيجوني                                                  | سالبة الغرام                          | متقوسة وحلزونية أو حرف s مع سوط قطبي واحد           |            |                              | مميرزة خلال التحرك               | محبة للهواء بكمية قليلة              | دم اجار يثبط بكتيريا الجهاز الهضمي                        | خارج الخلية                                                                    |
| كلاميديا وكلاميدوفيلا | - كلاميديا نيوموني - كلاميديا تراكوماتس - كلاميدوفيلا بسيتاكي        | لا تصبغ                               | صغيرة ودائرية وبيضاوية                              |            |                              | متحركة                           | اجبارية هوائية او (هوائية ولاهوائية) | اجبارياً داخل الخلية                                       |                                                                                |
| كلوستريديم            | - كلوستريديم ديفيسيلي - كلوستريديم برفرينجس - كلوستريديم تيتاني      | سالبة الغرام                          | كبيرة، غير حادة النهاية، عصوية                      |            |                              | اغلبها متحركة                    | اجبارياً لا هوائية                    | دم اجار لاهوائياً                                          | خارج الخلية                                                                    |
| كورينيبكتيريم         | - كورينيبكتيريم دفثيري                                               | اجابية الغرام (ليست متساوية)          | صغيرة، رفيعة، متعددة اشكال (عصوية)                  | لايوجد     | تشبه اشكال الحروف الصينية    | ليست متحركة                      | اغلبها (هوائية ولا هواية)            | هوائياً على تنسدال اجار                                    | خارج الخلية                                                                    |
| انتيروكوكس            | - تنتيروكوكس فيكالس - انتيروكوكس فشيم                                | موجبة الغرام                          | دائرية إلى بيضاوية                                  |            | ازواج او سلاسل               |                                  | هوائية ولا هوائية                    | كلورايد الصوديوم 6.5%، بايل اسكولين اجار                  | خارج الخلية                                                                    |
| إشريكية               | - إشريكية قولونية                                                    | سالبة الغرام                          | عصوية صغيرة                                         |            |                              |                                  | وائية ولا هواية                      | ماكنوكي اجار                                              | خارج الخلية                                                                    |
| فرانسيسليا            | - فرانسيسليا تولارنسيس                                               | سالبة الغرام                          | صغيرة، متعددة الاشكال (كروية-عصوية)                 |            |                              |                                  | اجبارياً هوائية                       | نادراً يتم زراعتها                                         | داخل وخارج الخلية                                                              |
| هيموفيلس              | - هيموفيلس انفلونزي                                                  | سالبة الغرام                          | قد تكون صغيرة (كروية-عصوية) إلى كبيرة، رفيعه، خيطية |            |                              |                                  |                                      | شوكولاته اجار مع هيمين والناد                             | خارج الخلية                                                                    |
| ملوية                 | - ملوية بوابية                                                       | سالبة الغرام                          | متقوسة او حلزونية عصوية                             |            |                              | سريعه                            |                                      | الوسط يختوي على مضادات ضد بكتيريا الفناة الهضمية الطبيعية | خارج الخلية                                                                    |
| فيلقية ليقونيلا       | - ليقونيلا نيموفيلا                                                  | سالبة الغرام، خفيفة الصبغ             | عصوية رففيه في الاصل، عصوية -كروية في المختبر       | لايوجد     |                              | متحركة سوط واحد                  |                                      | وسط مخصص                                                  | داخل وخارج الخلية                                                              |
| ليبتوسبيرا            | - ليبتوسبيرا انتيروجينس                                              | سالبة الغرام، خفيفة الصبغ             | طويلة، رفيعة جدا، مرنة، حلزونية عصوية الشكل         |            |                              | سريعة الحركة                     |                                      | وسط خاص                                                   | خارج الخلية                                                                    |
| ليستيريا              | - ليستيريا مونوسايتوجنز                                              | موجبة الغرام وقاتمة                   | عصوية صغيرة ورفيعة                                  |            | عصوية ثناية او سلاسل صغيرة   | مميزة تعمل شكل كومة على وسط سائل |                                      | وسط غني                                                   | داخل الخلية                                                                    |
| متفطرة                | - المتفطرة الجذامية - متفطرة سلية - متفطرة السرانس                   | لاتصبغ                                | عصوية طويلة ورفيعة                                  |            |                              | ليست متحركة                      | هوائية                               | فقط لمتفطرة سلية (لوينستين جينسن اجار)                    | خارج الخلية                                                                    |
| مفطورة ميكوبلازم      | - مفطورة نيموني                                                      | لاتصبغ                                | متعددة الاشكال                                      |            | منفردة او على شكل ازواج      |                                  |                                      | نادراً ما يتم زراعتها                                      | خارج الخلية                                                                    |
| نيسيريا               | - نيسيريا قونوريي - نيسيريا منينجايتس                                | سالبة الغرام                          | تشبه حبه الفول                                      |            | كروية ثنائية                 |                                  | هوائية                               | ثاير مارتن اجار                                           | كروية نيسيرية، هوائية ولا هوائية، داخل الخلية، نيسيريا منينجايتس (خارج الخلية) |
| زائفة (سيدومونص)      | - سيدومونص اريوقينوزا                                                | سالبة الغرام                          | عصوية                                               | لايوجد     |                              | متحركة                           | اجبارياً هوائية                       | مكونكي اجار                                               | خارج الخلية                                                                    |
| ريكتسية               | - ريكتسية ريكتسي                                                     | سالبة الغرام، خفيفة الصبغ             | عصوية صغيرة                                         |            |                              |                                  |                                      | نادراً ما يتم زراعتها                                      | اجباراً داخل الخلية                                                             |
| سلمونيلا              | - سلمونيلا تيفي - سلمونيلا تيفيموريم                                 | شالبة الغرام                          |                                                     |            |                              |                                  | هوائية ولا هوائية                    | مكونكي اجار                                               | داخل وخارج الخلية                                                              |
| شيقيلا                | - شيقيلا سوني                                                        | سالبة الغرام                          | عصوية                                               |            |                              |                                  | هوائية ولا هوائية                    | هيكتون اجار                                               | خارج الخلية                                                                    |
| عنقودية               | - عنقودية ذهبية - عنقودية ايبيدرميدس - عنقودية سابروفيتيكس           | موجبة الغرام، اتمة                    | كروية                                               |            | على شكل عنقود العنب          |                                  | هوائية ولاهوائية                     | وسط مغذي (دم اجار)                                        | خارج الخلية                                                                    |
| عقدية                 | - عقدية اجالاكتي - عقدية نيوموني - عقدية مقيحة                       | موجبة الصبغ                           | كروية                                               |            | ازواج او سلاسل               | ليست متحركة                      | هوائية ولاهوائية                     | اجار الدم                                                 | خارج الخلية                                                                    |
| لَولَبِيَّة (تريبونيما)    | - لولبية شاحبة                                                       | سالبة الغرام، خفيفة الصبغ             | طويلة، رفيعه، مرنة، حلزونية                         |            | سريعة الحركة                 |                                  | لايوجد                               | خارج الخلية                                               |                                                                                |
| الضَّمَّة                 | - الضمةالكوليرية                                                     | سالبة الغرام                          | عصوية، صغيرة، مقوسة مع سوط واحد                     |            |                              | سريعة الحركة                     | هوائية ولاهوائية                     | اجار الدم ومكونكي اجار، تحفز بواسطة كلوريد الصوديوم       | خارج الخلية                                                                    |
| يرزينيا               | - يرزينيا بستس                                                       | سالبة الغرام، الصبغة على الأطراف أكثر | عنقودية صغيرة                                       | لها كبسولة |                              | ليست متحركة                      | هوائية ولاهوائية                     | مكنوكي اجار او وسط cin                                    | داخل الخلية                                                                    |

## الميزات السريرية
نتكلم لان عن الوصف السريري لهذه الأنواع المقدمة في الفقرة السابقة، والتي تتضمن طرق الانتقال، الأمراض، العلاج، الوقاية والتشخيص المخبري.
| الأنواع                                                                       | طرق الانتقال | الأمراض | العلاج | الوقاية | التخضيص المخبري |
| ----------------------------------------------------------------------------- | --- | --- | --- | --- | --- |
| بسيلس انثراسيس                                                                | - التعامل مع الأغنام، الماعز والاحصنة - التنفس او خرق الجلد عن طريق جرح تم تلويثة بتربة تحتوي على الأبواغ | - الجمرة الخبيثة الجلدية - الجمرة الخبيثة الصدرية - الجمرة الخبيثة (الجهاز الهضمي) | في بداية العدوى: - بنسلين - دوكسيسايكلين - سيبروفلاكسين | - لقاح الجمرة الخبيثة - تعقيم الأدوات بال موصدة | - المستعمرات تكون كبيرة ورمادية وليست محللة للدم مع حدود غير مرتبة على اجار الدم - تَأَلُّقٌ مَناعِيٌّ مُباشِر (بالإنجليزية: direct immunofluorescence)‏ |
| بورديتلا برتاسس                                                               | - التعامل مع القطرات التنفسية الصادرة من الشخص المصاب. | - سعال ديكي المضاعفات: - داء الرئة البكتيري الثاني | ماكروليد المضادات الحيوية - ازيثروميسين - إريثروميسين - كالاريثروميسن | - لقاح السعال الديكي, لقاح ثلاثي | - تَأَلُّقٌ مَناعِيٌّ مُباشِر بالإنجليزية : direct immunofluorescence - تفاعل البوليميراز المتسلسل بالإنجليزية : (PCR) |
| بوريلا بوجدورفيري                                                             | القرادة (بالإنجليزية:tick والتي توجد في الفئران والايل وقوارض اخرى | - داء لايم | - في المراحل الاولى : - سيفالوسبورين - أموكسيسيلين - دوكسيسايكلين - اذا اعراض الجمرة الخبيثة بدائت بالظهور: - تستخدم المضادات الحيوية لمدة طويلة | - لقاح داء لايم - حماية الجسم من القرادة بببببببب ملابس تمنع ظهور الجلد - طارد الحشرات | - باستخدام المجهر (صبغة قيمسا او رايت) - تفاعل البوليميراز المتسلسل - مصل الدم (ليس بذاك الدقة) |
| - بروسيلا أبورتس - بروسيلا كانز - بروسيلا ملتنسيس - [[بروسيلا سيويس           | - الاتصال المباشر مع الحيوانتا المصابة - عن طريق الفم، شرب الحليب الغير معقم او منتجات الحليب | - داء البروسيلات | مجموعة من العلاجات تتضمن: - دوكسيسايكلين - ستربتوميسين or جنتاميسين | - | - الزراعة (صعبة وتستغرق وقت طويل) - تراص المصل بالإنجليزية : Agglutination serology |
| كمبيلوبكتر جيجوني                                                             | - براز او فم الحيوانات (الطيور والثديات) - اللحم الملوث (خصوصا الدواجن) - الماء الملوث | - التهاب الأمعاء الحاد | - عن طريق شرب السوائل واعادة توازن كهرلات كهرل - سيفالوسبورين (في الحلات الصعبة) | لايوجد لقاح - النظافة الصحية - الحظر من الماء الملوث - تعقيم الحليب - طبخ الطعام جيدا (خصوصا الدواجن) | - وجود الكمبيلوبكتر في البراز |
| كلاميديا نيموني                                                               | - قطرات تنفسية | عدوى صدرية مكتسبة من المجتمع | - دوكسيسايكلين - ايريثروميسين | لايوجد | لاتستخدم اي من الإجرائات الاعتيادية |
| كلاميديا تراكوماتس                                                            | - الاتصال الجنسي - مباشرة او عن طريق الاسطح الملوثة او بالذباب (تراكوما) - عن طريق قناة الولادة وتسبب التهاب ملتحمة العين عند الطفل | | - ازيثرومايسن - إريثروميسين - تتراسيكلين - دوكسيسايكلين | لايوجد لقاح - إريثروميسين او نِتْراتُ الفِضَّة في عين الرضيع - جنس آمن | - وجود اجسام داخل اليتوبلازم تكشف عن طريق التَأَلُّقٌ مَناعِيّ بالإنجليزية : immunofluorescence - تجميع الدنا بالإنجليزية :DNA hybridization - ايلايزا (الكشف عنlipopolysaccharides وهو يعتبر جزء من الجدار الخلوي للبكتيريا سالبة الغرام)                            |
| كلاميدوفيلا بسيتاكي                                                           | تنفس الغبار مع افرازات الطيور او براز الطيور على سبيل المثال :الببغاء | داء المتدثرات الطيري | - تتراسيكلين - دوكسيسايكلين - ايرثروميسين (اقل فعالية) | - | - ارتفاع في عدد الأجسام المضادة - تَثْبيتُ المُتَمِّمَة بالإنجليزية :Complement fixation - التَأَلُّقٌ مَناعِيّ الغير مباشر |
| المِطَثِّيَّةُ الوَشِيْقِيَّةبالإنجليزية :Clostridium botulinum                            | ابواغ من التوبة والرواسب المائية الملوثة للخضار واللحم والسمك | - تَسَمُّمٌ سُجُقِّيّ - مضاد للذيفان(مضاد للمصل من الحصان) - طرق حفظ مناسبة للاطعمة - تطعيم الفأر لفحص الذيفان بالإنجليزية :toxin الموجود في الاطعمه او محتويات الأمعاء او في المصل. - تزرع في مزرعة هوائية محددة | | | |
| المِطَثِّيَّةُ العَسيرَة بالإنجليزية :Clostridium difficile                            | - ابواع داخلية وخارجي - بكتيريا موجودة في الإنسان طبيعياً وتزداد عنما تقل نسبة البكتيرياالطبيعية الاخرى. | - الْتِهابُ القَولون الغِشائِيُّ الكاذِب بالإنجليزية : Pseudomembranous colitis | - التوقف عن استخدام المضادات الحيوية - تعويض السوائل - فانكوميسين or مترونيدازول في الحالات الشديدة | لايوجد | - ايلايزا لفحق الذيفان أ وب - تنظير داخلي للغشاء الكاذب |
| المِطَثِّيَّةُ الحاطِمَة بالإنجليزية : Clostridium perfringens                         | - الأبواغ توجد في التربة - موجودة في الجهاز الهضمي للإنسان طبيعاً | - غَنْغرينَةٌ غازِيَّة بالإنجليزية : غنغرينا غازية - تسمم غذائي حاد - الْتِهابُ الهَلَلِ باللاهَوَائِيَّات بالإنجليزية : التهاب الهلل | غَنْغرينَةٌ غازِيَّة: - إنْضار بالإنجليزية : إنضار or بتر - تطبِيْبٌ بالضَّغْطِ العالِي بالإنجليزية : معالجة بالأكسجين عالي الضغط - جرعات عالية من بنيسيلين g or دوكسيسايكلين تسمم غذائي : - يشفى بدون تدخل، المريض يحتاج إلى الاهتمام والرعاية | - مجهرياً - على اجار الدم يكون منطقة مضاعفة من تحليل الدم الكامل - يخمر السكريات - يفرز حمض عضوي | |
| مطثية كزازية بالإنجليزية : مطثية كزازية                                       | - الأبواغ في التربة، تصيب الحروق الشديدة والجروح المخترقة | - كزاز | - غلُوبولينٌ مَناعِيّ ضد الكزاز - مضاد الذيفان من الاحصان - ادوية مخففات الآم - ادوية مريحة للعضلات - تنفس صناعي | - لقاح دي بي تي بالإنجليزية : لقاح ثلاثي | (صعب) |
| وتدية خناقية بالإنجليزية : وتدية خناقية                                       | قطرات تنفسية* - جزء من البكتيريا الموجودة طبيعياً في الجسم | - خناق | - مضاد الذيفان في مصل الحصان - ايريثروميسين - بنسلين | - لقاح دي بي تي بالإنجليزية : لقاح ثلاثي | (ليست سريعة) - زراعة على تنس دال اجار يتبع باختبار ترسيب المناعة بالإنجليزية : Precipitin |
| مكورة معوية فيكالس ومكورة معوية فيشيم                                         | - جزء من البكتيريا الموجودة طبيعياً في الجسم، انتهازية او تدخل عبر القناة الهضمية او الجروح التي تصيب الجهاز البولي | - عَدْوَى مستشفَوِيَّة | - بنسلين وan أمينوغليكوزيد - فانكوميسين - كواينوبريستن ودالفوبرستن بالإنجليزية : Quinupristin وdalfopristin | لايوجد - غسيل اليدين | - الزراعة في وجود 6.5% كلوريد الصوديوم - بامكانه تحليل الايسكولن في وجود الصفراء بالإنجليزية : صفراء |
| إشريكية قولونية (عامة) بالإنجليزية : إشريكية قولونية                          | - جزء البكتيريا الموجودة في الجهاز الهضمي | - عدوى القناة البولية بالإنجليزية : عدوى الجهاز البولي UTI - إسهال بالإنجليزية : إسهال - التهاب السحايا لدى الأطفال بالإنجليزية : التهاب السحايا | UTI: (اختبارات المقاومة مطلوبة اولاً) - كو- ترامواكسازول بالإنجليزية : تريميثوبريم/سلفاميثوكسازول - فلوروكواينولون بالإنجليزية : Fluoroquinolone,, على سبيل المثال سيبروفلاكسين بالإنجليزية : سيبروفلوكساسين Meningitis: - سيفالوسبورين (e.g. سيفوتاكسيم) وجنتاميسين معا إسهال: - استخدامالمضادات الحيوية المذكورة في الأعلى تقلل المدة - شرب السوائل | (لايوجد لقاح أو دواء وقائي) - العناية بالاطعمة والماء - طبخ اللحم مع تعقيم الحليب ضد O157:H7 - غسل اليدين وتعقيمهما | - الزراعة على ماكونكي اجار بالإنجليزية : آغار ماكونكي: - تخمر الاكتوز - تنتج الغاز أثناء تخمير الجلوكوز - تخمر المنيتول |
| انتيروتكسوجنيك إشريكية قولونية بالإنجليزية : Enterotoxigenic Escherichia coli | - تلوث الماء والاطعمة - الاتصال الجسدي المباشر | - إِسْهالُ المُسافِرين بالإنجليزية : إسهال المسافرين | UTI: (اختبارات المقاومة مطلوبة اولاً) - كو- ترامواكسازول بالإنجليزية : تريميثوبريم/سلفاميثوكسازول - فلوروكواينولون بالإنجليزية : Fluoroquinolone,, على سبيل المثال سيبروفلاكسين بالإنجليزية : سيبروفلوكساسين Meningitis: - سيفالوسبورين (e.g. سيفوتاكسيم) وجنتاميسين معا إسهال: - استخدامالمضادات الحيوية المذكورة في الأعلى تقلل المدة - شرب السوائل | (لايوجد لقاح أو دواء وقائي) - العناية بالاطعمة والماء - طبخ اللحم مع تعقيم الحليب ضد O157:H7 - غسل اليدين وتعقيمهما | - الزراعة على ماكونكي اجار بالإنجليزية : آغار ماكونكي: - تخمر الاكتوز - تنتج الغاز أثناء تخمير الجلوكوز - تخمر المنيتول |
| الممرضة المعدية إشريكية قولونية بالإنجليزية : Enteropathogenic E. coli        | - من الام إلى الطفل | - اسهال عند الرضع | UTI: (اختبارات المقاومة مطلوبة اولاً) - كو- ترامواكسازول بالإنجليزية : تريميثوبريم/سلفاميثوكسازول - فلوروكواينولون بالإنجليزية : Fluoroquinolone,, على سبيل المثال سيبروفلاكسين بالإنجليزية : سيبروفلوكساسين Meningitis: - سيفالوسبورين (e.g. سيفوتاكسيم) وجنتاميسين معا إسهال: - استخدامالمضادات الحيوية المذكورة في الأعلى تقلل المدة - شرب السوائل | (لايوجد لقاح أو دواء وقائي) - العناية بالاطعمة والماء - طبخ اللحم مع تعقيم الحليب ضد O157:H7 - غسل اليدين وتعقيمهما | - الزراعة على ماكونكي اجار بالإنجليزية : آغار ماكونكي: - تخمر الاكتوز - تنتج الغاز أثناء تخمير الجلوكوز - تخمر المنيتول |
| إشريكية قولونية بالإنجليزية : إشريكية قولونية O157:H7 O157:H7                 | - تكون موجوة في المواشي | - التهاب القولون الدموي بالإنجليزية : التهاب القولون - مُتَلاَزِمَةُ انْحِلاَلِ الدَّمِ باليوريمية بالإنجليزية : متلازمة انحلال الدم اليوريمي | UTI: (اختبارات المقاومة مطلوبة اولاً) - كو- ترامواكسازول بالإنجليزية : تريميثوبريم/سلفاميثوكسازول - فلوروكواينولون بالإنجليزية : Fluoroquinolone,, على سبيل المثال سيبروفلاكسين بالإنجليزية : سيبروفلوكساسين Meningitis: - سيفالوسبورين (e.g. سيفوتاكسيم) وجنتاميسين معا إسهال: - استخدامالمضادات الحيوية المذكورة في الأعلى تقلل المدة - شرب السوائل | (لايوجد لقاح أو دواء وقائي) - العناية بالاطعمة والماء - طبخ اللحم مع تعقيم الحليب ضد O157:H7 - غسل اليدين وتعقيمهما | - الزراعة على ماكونكي اجار بالإنجليزية : آغار ماكونكي: - تخمر الاكتوز - تنتج الغاز أثناء تخمير الجلوكوز - تخمر المنيتول |
| فرانسيسيلا تولارينسس بالإنجليزية : فرنسيسيلة تولارية                          | - تنتقل بناقل جرثومي بالإنجليزية : فيكتور بواسطة - تصيب الحيوانات المنزلية | - تولاريمية بالإنجليزية : داء توليري | - ستريبتوميسن - جنتاميسن | - الحظر من الحشرات الناقل للمرض - الانتباه عند التعامل مع الحيوانات | (نادراً ما تزرع) - المصل |
| هيموفيلس انفلونزي بالإنجليزية : مستدمية نزلية                                 | - القطرات التنفسية - توجد طبيعياً في القناة التنفسية العاليا | - التهاب السحايا البكتيري - عدوى القناة التنفسية العليا - داء الرئة, التهاب القصبات الحاد بالإنجليزية : التهاب القصبات | التهاب السحايا: (اختبارات المقاومة تطلب اولاً) - الجيل الثالث من سيفالوسبورين، على سبيل المثال سفتراياكزون أو سيفوتاكسيم، *أمبيسيلين وسلباكتام معاً | - لقاح هيب للاطفال بالإنجليزية : HIB - ريفاامبين للوقاية | - تزرع على الشوكلاتة اجار بالإنجليزية : chocolate agar مع الهيم والناد - تفاعل كويلينق بالإنجليزية : تفاعل الانتباج - تَأَلُّقٌ مَناعِيّ لصبغ الكبسولة بالإنجليزية : تألق مناعي - الكشف عن مستضد الكبسولة في سائل مخي شوكي بالإنجليزية : سائل دماغي شوكي              |
| ملوية بوابية بالإنجليزية : ملوية بوابية                                       | - تستعمر المعدة - ليست معلومة طريقة الانتقال من شخص إلى شخص | - قرحة معدة - عامل خطر لحدوث سرطان المعدة وgastric لمفوما بائية الخلايا | - تتراسيكلين, ميترونيدازول وملح بايسما معاً | (لايوجد لقاح أو دواء وقائي) | - مجرياً - حركة تشبة الاة فتح القناني - انزيم يورييز يظهر نتيجة اجابية - المصل عن طريق ايلايزا |
| ليقونيلا نيموفيلا                                                             | - استنشاق(التعرض) قطرات الماء الموجودة في الهواء عن طريق نظام التوزيع المائي | - مرض ليقوناري بالإنجليزية : داء الفيالقة - حمى بونتيك بالإنجليزية : حمى بونتياك | - ماكروليداو ايريثرومايسن - فلوروكواينولون بالإنجليزية : كوينولون | (لايوجد لقاح أو دواء وقائي) الماء الحار | - زراعة افرات الجهاز التنفسي على BCYE مع سيستين وحديدو - تَأَلُّقٌ مَناعِيٌّ مُباشِر والمُقايَسَةُ المَناعِيَّةُ الشُّعاعِيَّة بالإنجليزية : مقايسة مناعية شعاعيةللبحث عن مستضد في البول - تَهْجين الريبوسوم RNA                                                                         |
| ليبتوسبيرا انتيروجنزبالإنجليزية : بريمية استفهامية                            | - تلوث الماء أو الاطعمه ببول الحيوانات الاليفة. | - ليبتوسبيروسيس | - بنسلين G - تتراسيكلين, e.g. دوكسيسايكلين | (لايوجد) - دوكسيسايكلين - التحكم بالقوارض | - مجهر المجال الداكن بالإنجليزية : فحص مجهري بالساحة المظلمة على شريحة دم جديدة (but لاتصبغ الشريحة جيداً) - اختبارات تجميع المصل بالإنجليزية : Serologic agglutionation tests                                                                                 |
| ليستيريا مونوسايتوجينز بالإنجليزية : لستيريا مولدة للوحيدات                   | - منتجات الألبان، اللحوم، الدواجن - عن طريق الام | - ليستيريوسيس بالإنجليزية : داء الليستريات | - أمبيسيلين - كو-ترامواكسازول | (لايوجد) - التحضير الجيد للاطعمة | عزل من الدم وسائل مخي شوكي - [[درجة بيتا في تحليل الدم على اجار الدم وأيضاً اجابية الكتليز انزيم - المجهر يستخدم لمشاهدة الشكل والحركة |
| متفطرة جذامية بالإنجليزية : متفطرة جذامية                                     | - سريعة الانتصال من شخص إلى شخص عن طريق الإفرازات من الجلد, | - الجذام | نوع توبركلويد : - ريفاامبين ودابسون بالإنجليزية : دابسون نوع ليبروماتس: - كلوفازايمين بالإنجليزية : كلوفازيمين | - لقاح بي سي جي (BCG vaccine) له بعض التأثير | نوع توبركلويد : صعب العزل ويشخص على المعلومات السريرية وشكل الانسجة عن طريق الخزعة نوع ليبروماتس - صبغة (سريعة الحمض) بالإنجليزية : صامد للحمض |
| متفطرة سلية بالإنجليزية : متفطرة سلية                                         | - قطرات تنفسية | - الدرن | (صعب) المرحلة السائدة أو القصيرة: - أول شهرين، مجموع: - إيزونيازيد - ريفاامبين - بيرازينامايد بالإنجليزية : بيرازيناميد - ايثامبيوتول بالإنجليزية : إيثامبوتول - الاربعة الأشهر التالية: - إيزونيازيد - ريفاامبين | - لقاح BCG - إيزونيازيد | - تلوين تسيل-نلسن يظهر بكتيريا سريعة الحمض - التهجين لكشف الدنا - الزراعة على لويستن جينسن اجار بالإنجليزية : Lowenstein-Jensen |
| ميكوبلازم نيوموني بالإنجليزية : مفطورة رئوية                                  | - بكتيريا موجودة في الجسم - قطرات تنفسية | - ميكوبلاوما نيوموني | - دوكسيسايكلين وايريثروميسن | | صعبة الزراعة - اختبارات مصلية، مثلاً اختبار تثبيت المتممة بالإنجليزية : تثبيت المتممة - الكشف عن الدنا باستخدام عينات البلغم |
| نيسرية بنية بالإنجليزية : نيسرية بنية                                         | - الاتصال الجنسي - عن طريق الام إلى الرضيع أثناء الولادة | - السيلان - التهاب ملتحمة العين لدى الرضع بالإنجليزية : رمد وليدي - التهاب المفصل البكتيري بالإنجليزية : [[[[Septic arthritis\|سيلان (لاتوجد مضاعفات): - سيفترياكسون - تتراسيكلين, e.g. دوكسيسايكلين إذا كان هناك أيضا اشتباه بكونها كلاميديا - سبكتينومايسن بالإنجليزية : سبكتينومايسن اذا كان هناك مقاومة أو ان المريض لديه حساسية من سيفالوسبورن التهاب ملتحمة العين لدى الرضع: - تتراسيكلين أو ايريثرومايسن في العين | (لايوجد) - جنس آمن - تتراسيكلين أو ايريثرومايسن في عين الطفل عند الخطر | - سالبة الغرام، كروية ثنائية داخل العَدِلَة بالإنجليزية : neutrophil من الإفرازات الاحليلية بالإنجليزية : urethral exudates - اختبار انزيم اوكسيديز بالإنجليزية :اختبار أوكسيداز على ثاير مارتن اجار بالإنجليزية : أغار ثاير-مارتن - تخمر الجلكوز فقط | |
| نيسرية سحائية بالإنجليزية :نيسرية سحائية                                      | - قطرات تنفسية | - التهاب السحايا بالإنجليزية :مرض المكورات السحائية - مرض ماء البيت بالإنجليزية :متلازمة ووترهاوس-فريدريكسن | - بنسلين g - سيفوتاكسيم - سيفتراياكسون | - لقاح بالإنجليزية :NmVac4-A/C/Y/W-135 - ريفاامبين بالإنجليزية :ريفامبيسين | - المجهر يظهر بكتيريا كروية ثنائية سالبة الغرام مع خلايا دم بيضاء بالإنجليزية :خلية متعادلة - الزراعة على شوكولاتة اجار ويعطي أيضا نتيجة ايجابية مع اختبار الاوكسيديز بالإنجليزية :اختبار أوكسيدازو يخمر الجلوكوز والمالتوز في وجود 5% ثاي اوكسيد الكروبون    |
| الزائفة الزنجارية بالإنجليزية :زائفة زنجارية                                  | تعدي الانسجة التالفة أو الأشخاص عديمي المناعة. | - عدوى الزائفة بالإنجليزية :عدوى الزائفة ‏ .توجد في العين والاذن والجلد والقناة البولية والتنفسية أو الهضمية أو الجهاز العصبي المركزي | - أمينوغليكوزيد ومضادات الزائفة | (لايوجد) - موضعي على الجاد المحروق | - عيدمة اللون على ماكونكي اجار. - تنتج بايوسسيانين بالإنجليزية :بيوسيانين - .يعطي نتيجة ايجابية مع اختبار اوكسيديز ولا يخمر الاكتوز |
| الرِّيكِتْسِيَّة الرِّيكِتْسِيَّة بالإنجليزية :Rickettsia rickettsii                        | - عن طريق عض القرادة | - الحمى المنقطة روكي ماونتن بالإنجليزية :حمى الجبال الصخرية المبقعة | - دوكسيسايكلين - كلورامفينيكول | (لايوجد لقاح أو علاج وقائي) - التحكم بالناقل، مثلا ارتداء الملابس - التخلص من الناقل | - المصل - ضد مستضدات الركتسية |
| Salmonella typhi                                                              | Human-human - عن طريق تلوث الاطعمة والمياة | - حمى التيفوئيد type داء السلمونيلات (dysentery, colitis) | - سفترااكسون - فلوروكواينولون بالإنجليزية :كوينولون، مثلا. سيبروفلاكسين | - لقاحان بالإنجليزية :لقاح التيفوئيد الفموي الحي وViCPS - الاهتمام بالصحة والعناية بتحضير الاطعمة | - Iيتم عزلها من الدم والبراز ونخاع العظم والبول والجلد(منطقة الاصابة) - عديمة اللون على ماكونكي اجار بالإنجليزية :آغار ماكونكي - الكشف عن الأجسام المضادة |
| سالمونيلا تيفيموريم بالإنجليزية :Salmonella typhimurium                       | - التلوث (من البراز إلى الفم) بالإنجليزية :Fecal-oral - تلوث الطعام | - سالمونيلوسيس والتهاب معدي معوي والتهاب الأمعاء والقولون | - شرب السوائل - المضادات الحيوية | (لايوجد لقاح أو علاج وقائي) - التخلص الجيد من مياة الصرف الصحي - تحضير الطعام - العناية الشخصية | - عديمة اللون على ماكونكي |
| شيقيلا سوني بالإنجليزية :شيغيلة سونية                                         | - التلوث (من البراز إلى الفم) بالإنجليزية :Fecal-oral - الذباب - الماء أو الاطعمه الملوثة | - زُحارٌ عَصَوِيّ بالإنجليزية :زحار | - سيبروفلاكسين وازيثرومايسن | - حماية مصادر المياة - اللقاح في قيد التجرية | - الزراعة على هيكتون انتريك اجاربالإنجليزية :بيئة انتقائية لتنمية بكتيريا لجرام السالبة |
| عنقودية ذهبيةبالإنجليزية :مكورة عنقودية ذهبية                                 | - طبيعيا توجد في الجسم على الاغشية: - عدوى تصيب الجلد موضعاَ - عدوى الجلد متعدية بالإنجليزية :قوباء - عدوى عميقة وموضعية - التهاب عضلة القلب المعدي - إنتان - داء الرئة التآكلي بالإنجليزية :ذات الرئة - السموم(الذيفان) - متلازمة الصدمة التسممية - تسمم الاطعمة | - استئصال الجزء الصاب - نافسيلين بالإنجليزية :نافسيلين وأوكساسيلين - فانكومايسنبالإنجليزية :فانكوميسين ل العنقوديات الذهبية المقاومة للمثسلين | (لايوجد لقاح أو علاج وقائي) - غسل اليدين واستخدام المطهرات | - المجهر يظهر بكتيريا موجبة الغرام على شكل عنقود العنب - ايجابية اختبار الكتاليز والكواقيليزCatalase testبالإنجليزية :كاتالاز - تزرع على وسد مغذي وتعطي مستعمرات صفراة ومحللة للدم                                                                 | |
| العنقوديات الجلدية بالإنجليزية :عنقودية بشروية                                | موجودة على الجلد | - تسبب عدوى في حالة مثلاً صمامات القلب أو القسطرة | - فانكومايسن | لايوجد | - المجهر يظهر بكتيريا موجبة الغرام على شكل عنقود العنب ويعطي نتيجة ايجابية مع اختبار الكتاليز ولكن سلبية مع كواقيوليز - حشاي للنوفوبايوسين بالإنجليزية :نوفوبيوسين - سابروفيتيكس تكون مقاومة للنوفوبايوسين - ازراعة تظهر مستعمرة بيضاء مع عدم وجود تحليل للدم |
| عنقودية سابروفيتيكس بالإنجليزية :عنقودية رمامية                               | جزء من بكتيريا المهبل | - التهاب المثانة في المرأة | - بنسلين g | لايوجد | - المجهر يظهر بكتيريا موجبة الغرام على شكل عنقود العنب ويعطي نتيجة ايجابية مع اختبار الكتاليز ولكن سلبية مع كواقيوليز - حشاي للنوفوبايوسين بالإنجليزية :نوفوبيوسين - سابروفيتيكس تكون مقاومة للنوفوبايوسين - ازراعة تظهر مستعمرة بيضاء مع عدم وجود تحليل للدم |
| عقدية اجالاكتيبالإنجليزية :عقدية قاطعة للدر                                   | توجد في الاحليل أو المهبل - من الام إلى الطفل خلال الولادة - الاتصال الجنسي - التهاب السحايا لدى الرضع - التهاب بطانة الرحم - يسبب عدوى انتهازية | - بنسلين g - امبسلين - أمينوغليكوزيد in case of lethal infection | لايوجد | - مستعمرات كبيرة مع تحليل كامل للدم - نتيجة سلبية لاختبار الكاتليز - مكسر بالإنجليزية :sodium hippurate | |
| عنقودية نيوموني                                                               | - افرازات الجهاز التنفسي - توجد طبيعياً في الجهاز التنفسي | - داء الرئة البكتيري والتهاب السحايا أدى البالغين - التهاب الاذن الوسطى والتهاب الجيوب الانفية لدى الأطفال | - بنسلين g - فانكومايسن إذا كان هناك مقاومة | - 23 لقاح يتكون من سيروتايب بالإنجليزية :PPV | - موجبة الغرام ولها كبسولة ومسحوبة الأطراف وكروية ثنائية - تحليل غير كامل للدم، جساسة للاوبتوشين - ايجابية التفاعل مع تفاعل كويلينغ بالإنجليزية :تفاعل الانتباج                                                                                               |
| عقدية مقيحة بالإنجليزية :عقدية مقيحة                                          | - افرازات الجهاز التنفسي - الاتصال المباشر مع القرحات | - التهاب الحلق العقدي - حمى قرمزية - حمى رثوية - حصف وايريسيبلس - حمى النفاس - مرض آكلة اللحم بالإنجليزية :مرض أكل اللحم | - بنسلين g - ماكروليد، مثلاً كاليرثرومايسن أو ازيثومايسن في حالة الحساسية للبنسلين - الاستئصال في حالة مرض آكلة اللحم | لايوجد - المعالجة السريعة بالمضادات الحيوية تمنع الاصابة ب حمى رثوية | - مستعمرة محللة للدم - مضاد ستريبتولايسن أو بالإنجليزية :ASO - حساسة للبسيتراسين |
| لولبية شاحبة بالإنجليزية :لولبية شاحبة                                        | - الاتصال الجنسي | - الزهري - الزهري الخلقي | - بنسلين ل - ايريثروماسين أو تتراسيكلين إذا ن هناك حساسية ضد كاالبنسلين | لايوجد لقاح أو علاج وقائي - جنس آمن - تعطى المضادات الحيوية للمرأء الحامل | لايمكن زراعتها اوصبغها بصبغة الغرام - المجهر قاتم المجال - المصل، ليست خاصة لللتربونيما (RPR,VDRL) ,(FTA-ABS, TPI, TPHA) مخصصة للتربونيما |
| ضمة الكوليرا بالإنجليزية :ضمة الكوليرا                                        | - تلوث الاطعمة والمياة | - الكوليرا | - تعويض السوائل . دوكسيسايكلين | - منع تلوث المياة - التحخير الجيد للاطعمة | - زراهى على اجار الدم أو ماكونك أو TCBS - نتيجة ايجابية للوكسيديز |
| يرسينية طاعونية بالإنجليزية :يرسينيا طاعونية                                  | - البراغيث من الحيوانات - اكل انسجة الحيوانات - افرازات الجهاز التنفسي | الطاعون: - بيوبونك بليقطاعون دبلي - نيومونك بليقطاعون رئوي | - ستريبتومايسن primarily - جنتاميسن - تتراسايكلن | - لقاح الطاعون لقاح الطاعون - الانتباه عند التعرض لالقوارض والبراغيث | - سالبة الغرام - إذا صدرية، تزرع على ماكونكي أو اجار الدم |

## أيضاً انظر
- بكتيريا
- مرض
- ممراض
- ميكروبات بشرية
- مشروع الميكروبيوم البشري
- مرض فيروسي
- داء البرتونيلات
- داء كاريون

## وصلات خارجية
- Bacterial Pathogen Pronunciation by Neal R. Chamberlain, Ph.D at A.T. Still University